# Zakîcera, Turka
Zakîcera (în ucraineană Закичера) este un sat în comuna Komarnîkî din raionul Turka, regiunea Liov, Ucraina.

## Demografie
Componența lingvistică a localității Zakîcera
     Ucraineană (100%)
Conform recensământului din 2001, toată populația localității Zakîcera era vorbitoare de ucraineană (100%).